# Románusz pápa
Románusz (latinul: Romanus), (?, Gallese – 897 novembere, Róma) léphetett a pápai trónra a világtörténelem folyamán 115.-ként 897 augusztusában. A korabeli krónikák nagyon homályosan és gyéren írnak a mindössze négy hónapon keresztül hivatalban lévő Románuszról.

## Élete
Galleseben született, apját Constantinusnak hívták. II. Márton pápa unokaöccse volt. Toszkánai szerzetesek nevelték, tanították, így került közel a papi pályához. Felszentelése előtt pár évvel nevezték ki a római Bilincses Szent Péter-székesegyház bíborosává. A VI. (VII.) Istvánt elűző rómaiak a zsinaton olyan egyházfőt akartak választani, aki elítéli a hullazsinatot, és távol marad a spoletói család befolyásától. Miután Románusz nyilvánosan kárhoztatta a becstelen zsinatot, 897 augusztusában pápává szentelték fel. 

Egyházfőként hivatalos formát akart önteni korábbi kijelentésének, azonban korai halála miatt erre már nem kerülhetett sor. Aktívan részt vett a világi hatalmi kérdésekben. A spoletói hercegek oldalára állt, és Lambertet, Spoleto hercegét ismerte el császárnak. Ezzel csalódást okozott a rómaiaknak, és ezért megfosztották trónjától. A párizsi kódex alapján utolsó napjait szerzetesként töltötte, de nem lehet kizárni azt sem, hogy megölték. Sírja a Szent Péter-bazilikában van.

## Művei
- Documenta Catholica Omnia (latin nyelven). (Hozzáférés: 2011. december 6.)